# اندیس گونو بورین
گونو بورین یک اندیس فلزی است که در حوالی شهر چانف استان سیستان و بلوچستان قرار دارد و مادهٔ معدنی موجود در آن، آهن است.سنگ میزبان این اندیس بازالت است و دیرینگی آن به دوران کرتاسه می‌رسد. 